# Ettore Gelpi
Ettore Gelpi (Milano, 19 giugno 1933 – Parigi, 22 marzo 2002) è stato un pedagogista e educatore italiano.

## Biografia
Ettore Gelpi forniva una definizione di se stesso come terrestre o chierico errante e sono numerosi i suoi contributi alle tematiche riguardanti l'educazione e la formazione. Si laureò nel 1956 in Diritto costituzionale all'Università degli Studi di Milano, costituendo un'associazione chiamata a svolgere attività educative nei quartieri più disagiati della periferia del capoluogo lombardo. Nel 1962 svolse un Master alla Columbia University di Washington e dal 1972 al 1993 ricoprì presso l'UNESCO la carica di Responsabile dell'unità di educazione permanente. Nel 1987 conseguì un dottorato di ricerca in Scienze dell'educazione in Francia presso l'Università di Caen.
Dal 1994 al 1995 fu coordinatore del Programma di educazione degli adulti al Consiglio d'Europa a Strasburgo, Presidente del Comitato Scientifico della Fondazione Ecap-Cgil a Zurigo,a partire dal 1995, e in seguito esperto in politiche educative dell'Unione Europea per un programma di cooperazione con la Federazione Russa (1995-97). Nel 1997 ottenne la nomina come Presidente della Federazione Internazionale dei CEMEA (Centri di formazione ai metodi di educazione attiva), insegnando e collaborando con prestigiose università tra cui la Sorbona di Parigi, Kyoto, João Pessoa(Brasile), Firenze, Barcellona, Messico.
Si dedicherà per tutta la sua vita all'attività di educatore. Tra tutti i volumi che portano la sua firma quello dal titolo “Lavoro futuro, la formazione come progetto politico”(2002) è stato considerato un'opera in cui Gelpi ha fatto valere la sua capacità di previsione del futuro lavorativo nella società post-moderna, anticipando quali sarebbero stati i problemi della modernizzazione e dello sviluppo della tecnologia, nonché delle ricadute che tale sviluppo avrebbe avuto sul lavoro umano con la conseguente disoccupazione e precarietà all'interno della società. In questo testo Gelpi descrive come cambierà la vita dei lavoratori nel futuro: i tempi di lavoro e di non lavoro non saranno più separati, formazione permanente, momenti di lavoro, reintegreranno il lavoratore in nuovi statuti ed in nuove identità.
Gelpi è stato un futurista che si interessava alle politiche lavorative facendosi portavoce dei problemi dei popoli più svantaggiati. Ciò al fine di creare e cercare condizioni di lavoro adeguati anche per loro. Risulta possibile richiamare un ulteriore aspetto del pensiero di Gelpi. Egli afferma, infatti, che bisogna insegnare a disapprendere, o anche apprendere a disapprendere, che costituisce un atto di liberazione ed è automaticamente educativo per l'educando. Secondo Gelpi l'educazione degli adulti è un metodo di rafforzamento di tutte le comunicazioni e di produzione di nuovi antidoti che tende a considerare i lavoratori come completamento dei nuovi mezzi e delle nuove reti per cui non ci saranno solo alcuni momenti dedicati alla formazione ma la stessa deve essere un continuo. Tale risulta essere la ragione per cui Gelpi parla di formazione permanente.
La formazione permanente dura tutta la vita e si è in continua formazione apprendendo nuove nozioni, nuove conoscenze e nuove competenze per essere a passo con la società che cambia. Gelpi, inoltre, considera l'educazione degli adulti non solo come mezzo per apprendere nuove tecniche per far parte della nuova società ma anche per partecipare attivamente all'organizzazione della vita aziendale. Egli torna in maniera ricorrente sui temi dell'educazione e della formazione degli insegnanti, sull'educazione e sulla formazione degli adulti soffermandosi su due problemi fondamentali; il primo riguarda gli educatori-formatori, tecnici che sono stati formati senza interesse antropologico. Egli, in particolare, si chiede come gli educatori possano comprendere il contesto sociale culturale degli adulti e preparare per loro programmi di formazione senza la conoscenza. Il secondo problema sul quale si concentra è il rapporto tra Stato e società civile.
Il potere usa alcune strutture della società civile per esercitare la sua egemonia, un tempo difesa con gli ammortizzatori sociali, oggi attraverso l'economia social-cooperativista.

## Opere
- Storia dell'educazione, Milano, 1967;
- Lifelong education, Manchester, 1979;
- Lazer e educação permanente, San Paolo, 1983;
- Lifelong Education and International Relations, Londra, 1985;
- Un mecano international, Parigi, 1987;
- Identité de l'éducation permanente, Tokyo, 1988;
- Educación permanente, Madrid 1990, Buenos Aires 1991;
- Conscience terrienne, recherche et formation, Firenze, 1992;
- Trabajo, educación y cultura, Murcia, 1995;
- Savoir et redécouvrir, Rennes, 1995;
- Identidades, conflictos y educación de adultos, Rennes, 1997;
- Travail: utopie au quotidien, Éditions L'Harmattan, 2000;
- Travail et mondialisation. Regards du Nord et du Sud, Éditions L'Harmattan, 2003;
- Trabajo y mundialización, Valencia, Edicions del CREC 2003;
- “Lavoro futuro, la formazione come progetto politico”, Guerini e Associati, Bologna, 2002.